# 마리암 하소우니
마리암 하수니(Maryam Hassouni, 1985년 9월 21일 ~ )는 네덜란드의 배우이다.

## 영화
- 수프 (2013년)
- 두드슬랙 (2012년)
- 앤 댄 원 데이 (2011년) - 알리아 역
- 키르쿠크의 꽃 (2010년)
- 던야와 데지 (2008년)
- 사크리파이드 (2005년)